# Clinohelea bimaculata
Clinohelea bimaculata är en tvåvingeart som först beskrevs av Friedrich Hermann Loew 1861.  Clinohelea bimaculata ingår i släktet Clinohelea och familjen svidknott. Inga underarter finns listade i Catalogue of Life.